# 南京地铁1号线
南京地铁1号线，是南京地铁首条建成线路。线路北起八卦洲大桥南站，南至中国药科大学站，全长45.4公里，目前共有32站运营。1号线贯穿南京主城南北中轴线，行经栖霞区、鼓楼区、秦淮区、雨花台区和江宁区，并连接国铁南京站、南京南站与中华门站，是南京地铁最重要、日均客流量最大的线路。南京地铁1号线线路标识色为 Pantone 801C 。
南京地铁1号线一期工程于2005年5月15日开通观光运行，9月3日开通试运营。当时北起迈皋桥站，向西至奥体中心站。2010年5月28日建成从安德门站引出至中国药科大学站的南延线，此后以Y字形分岔运营。2014年6月1日，原1号线安德门站至奥体中心站区间割接至南京地铁10号线。2016年开建北延线，并在2022年12月28日建成通车。

## 建设历史
1986年，南京市成立综合交通规划领导小组，下设地下铁道专业组，地铁建设的前期工作正式启动。在此基础上形成南北线（小行—燕子矶）、东西线和西北-东南斜线3条线路组成的城区三角形线网方案。南京地铁1号线的最终规划就由早期的南北线发展而来。随后于1993年发布的《南京市快速轨道交通路网规划》等文件基本延续了1986版规划南北线的走向。1990年2月12日，南京市地下铁道工程筹建处成立，1992年，南京市结合中山南路南下工程建设一号线试验站——三山街站。1994年，由于国家宏观调控，工程被迫停工。但南京市政府在此后对新街口等地的控制规划中提前预留了地铁出入口、高架桥等地铁发展空间。最终南北线（1号线）一期工程（小行至迈皋桥）最终于1999年正式获得批准开工。2000年5月三山街试验站复工，12月12日1号线正式开工。由于2005年中华人民共和国第十届全国运动会将于江苏南京召开，一号线一期工程从小行站向西延至奥体中心站。2003年7月1日一号线开始铺轨，2004年实现轨通、电通以及车辆上线热滑。2005年5月开始观光运行并逐渐延长观光运行线路长度，8月12日开始模拟试运行，2005年9月3日全线正式运营。南京地铁1号线一期工程北起迈皋桥，南至奥体中心，形成南京主城区中轴线的快速交通走廊。项目投资概算约85亿元，线路全长21.72公里，其中地下线14.33公里，高架线7.49公里，设16座车站，其中地上车站5座，地下车站11座。全线设小行车辆段和珠江路控制中心各1处。
1号线南延线于2006年11月20日开工建设，2010年5月28日建成通车。南延线由安德门站向南延伸至江宁大学城的中国药科大学。线路全长25.08公里，设车站十五座，其中地下车站八座，高架车站七座。南京地铁1号线南延线与1号线一期线路在安德门分叉，成人字形贯通运营。控制中心、车辆段与1号线共用，并于中国药科大学站附近新建大学城停车场一座。2014年5月31日运营结束后小行站至奥体中心站4站划入10号线。
在1号线建设过程中，其北延线就多次出现在新版的南京地铁规划图上。同时按照先前的规划，北延线工程计划从迈皋桥北延至燕子矶地区，长度3.98公里，设晓庄、吉祥庵、燕子矶三站，全部为高架站，预计投资5亿元。原计划2012年开工建设；但2010年3月份，地铁官方通过相关网络发言人论坛宣布：在本次南京城市轨道交通线网规划修编中，经多方案比选，规划1号线北延线起自迈皋桥，向北沿和燕路直至燕子矶，终点暂定为燕子矶地区的笆斗山，后又延伸一站至八卦洲大桥南站，线路改为地下敷设。但是北延线当时不属于《南京市城市快速轨道交通建设规划（2005－2015年）》中规划的线路，因此不属于近期规划建设的线路。但是作为项目储备，地铁指挥部已完成了相应的用地控制规划以及工程可行性研究工作，并开展新一轮建设规划的编制和研究工作，把1号线北延线纳入新一轮建设规划之中。在该建设规划得到国务院批准后，将按照建设程序要求启动项目建设的前期准备工作。最终，一号线北延线已于2015年获批，并于2016年底正式开工，于2022年12月28日正式通车建成。

## 车站
| 南京地铁1号线车站列表 | 南京地铁1号线车站列表 | 南京地铁1号线车站列表 | 南京地铁1号线车站列表                          | 南京地铁1号线车站列表 | 南京地铁1号线车站列表 | 南京地铁1号线车站列表 | 南京地铁1号线车站列表 | 南京地铁1号线车站列表 | 南京地铁1号线车站列表 | 南京地铁1号线车站列表 | 南京地铁1号线车站列表 | 南京地铁1号线车站列表 |
| 站名                  | 里程 (km)             | 站距 (km)             | 换乘 线路                                      | 车站 形式             | 站台 形式             | 往八卦洲大桥南        | 往八卦洲大桥南        | 往八卦洲大桥南        | 往中国药科大学        | 往中国药科大学        | 往中国药科大学        | 往天隆寺              |
| 站名                  | 里程 (km)             | 站距 (km)             | 换乘 线路                                      | 车站 形式             | 站台 形式             | 首班车                | 末班车 （周日至周四） | 末班车 （周五至周六） | 首班车                | 末班车 （周日至周四） | 末班车 （周五至周六） | 末班车 （周日至周四） |
| --------------------- | --------------------- | --------------------- | ---------------------------------------------- | --------------------- | --------------------- | --------------------- | --------------------- | --------------------- | --------------------- | --------------------- | --------------------- | --------------------- |
| 八卦洲大桥南          | 0                     | -                     |                                                | 地下二层岛式          | 岛式                  | ——                    | ——                    | ——                    | 05:30                 | 23:08                 | 23:30                 | 23:24                 |
| 笆斗山                | 1.370                 | 1.370                 |                                                | 地下二层岛式          | 岛式                  | 07:01                 | 00:40次日             | 00:43次日             | 05:32                 | 23:10                 | 23:32                 | 23:26                 |
| 燕子矶                | 2.662                 | 1.292                 |                                                | 地下三层岛式          | 岛式                  | 06:59                 | 00:38次日             | 00:41次日             | 05:34                 | 23:12                 | 23:34                 | 23:28                 |
| 吉祥庵                | 3.777                 | 1.115                 |                                                | 地下三层岛式          | 岛式                  | 06:57                 | 00:36次日             | 00:39次日             | 05:36                 | 23:14                 | 23:36                 | 23:30                 |
| 晓庄                  | 4.784                 | 1.007                 | █ 7号线                                        | 地下三层岛式          | 岛式                  | 06:55                 | 00:34次日             | 00:37次日             | 05:38                 | 23:16                 | 23:38                 | 23:32                 |
| 迈皋桥                | 6.694                 | 1.910                 |                                                | 高架二层              | 岛式                  | 06:52                 | 00:31次日             | 00:34次日             | 05:41                 | 23:19                 | 23:41                 | 23:35                 |
| 红山动物园            | 7.836                 | 1.142                 |                                                | 高架二层              | 岛式                  | 06:49                 | 00:27次日             | 00:32次日             | 05:43                 | 23:21                 | 23:43                 | 23:37                 |
| 南京站                | 8.959                 | 1.123                 | █ 3号线 █ 9号线在建 南京站                     | 地下二层              | 岛式                  | 06:47                 | 00:25次日             | 00:30次日             | 05:46                 | 23:23                 | 23:45                 | 23:39                 |
| 新模范马路            | 10.650                | 1.691                 |                                                | 地下二层              | 岛式                  | 06:43                 | 00:22次日             | 00:27次日             | 05:48                 | 23:26                 | 23:48                 | 23:42                 |
| 玄武门                | 11.711                | 1.061                 |                                                | 地下二层              | 岛式                  | 06:41                 | 00:20次日             | 00:25次日             | 05:50                 | 23:28                 | 23:50                 | 23:44                 |
| 鼓楼                  | 12.965                | 1.254                 | █ 4号线                                        | 地下三层              | 岛式                  | 06:39                 | 00:18次日             | 00:23次日             | 05:53                 | 23:30                 | 23:52                 | 23:46                 |
| 珠江路                | 13.827                | 0.862                 | █ 13号线规划                                   | 地下二层              | 岛式                  | 06:37                 | 00:16次日             | 00:21次日             | 05:54                 | 23:32                 | 23:54                 | 23:48                 |
| 新街口                | 14.974                | 1.147                 | █ 2号线                                        | 地下三层              | 岛式                  | 06:35                 | 00:13次日             | 00:19次日             | 05:57                 | 23:34                 | 23:56                 | 23:50                 |
| 张府园                | 16.099                | 1.125                 |                                                | 地下二层              | 岛式                  | 06:32                 | 00:11次日             | 00:16次日             | 05:59                 | 23:36                 | 23:58                 | 23:52                 |
| 三山街                | 17.008                | 0.909                 | █ 5号线                                        | 地下二层              | 岛式                  | 06:30                 | 00:09次日             | 00:14次日             | 06:01                 | 23:38                 | 00:00次日             | 23:54                 |
| 中华门                | 18.922                | 1.914                 | █ 8号线规划                                    | 高架二层              | 岛式                  | 06:28                 | 00:06次日             | 00:12次日             | 06:04                 | 23:41                 | 00:03次日             | 23:57                 |
| 安德门                | 21.015                | 2.093                 | █ 10号线                                       | 高架二层              | 岛侧                  | 06:24                 | 00:03次日             | 00:08次日             | 06:07                 | 23:44                 | 00:06次日             | 00:00                 |
| 天隆寺                | 22.470                | 1.455                 |                                                | 地下二层              | 侧式                  | 06:21                 | 00:01次日             | 00:05次日             | 06:10                 | 23:47                 | 00:09次日             | ——                    |
| 软件大道              | 23.753                | 1.283                 |                                                | 地下二层              | 岛式                  | 06:19                 | 23:59                 | 00:03次日             | 06:12                 | 23:49                 | 00:11次日             | ——                    |
| 花神庙                | 24.829                | 1.076                 |                                                | 地下二层              | 岛式                  | 06:17                 | 23:57                 | 00:01次日             | 06:14                 | 23:51                 | 00:13次日             | ——                    |
| 南京南站              | 26.682                | 1.853                 | █ 3号线 █ S1号线 █ S3号线 █ 6号线在建 南京南站 | 地下三层              | 双岛                  | 06:14                 | 23:54                 | 23:58                 | 06:17                 | 23:54                 | 00:16次日             | ——                    |
| 双龙大道              | 28.958                | 2.276                 |                                                | 地下二层              | 岛式                  | 06:11                 | 23:50                 | 23:55                 | 06:20                 | 23:57                 | 00:19次日             | ——                    |
| 河定桥                | 30.303                | 1.345                 |                                                | 地下二层              | 岛式                  | 06:08                 | 23:48                 | 23:52                 | 06:22                 | 23:59                 | 00:21次日             | ——                    |
| 胜太路                | 31.207                | 0.904                 | █ 12号线规划                                   | 地下二层              | 岛式                  | 06:07                 | 23:46                 | 23:51                 | 06:24                 | 00:01次日             | 00:23次日             | ——                    |
| 百家湖                | 32.539                | 1.332                 |                                                | 地下二层              | 岛式                  | 06:04                 | 23:44                 | 23:48                 | 06:26                 | 00:03次日             | 00:25次日             | ——                    |
| 小龙湾                | 34.014                | 1.475                 |                                                | 高架二层              | 侧式                  | 06:02                 | 23:42                 | 23:46                 | 06:29                 | 00:06次日             | 00:28次日             | ——                    |
| 竹山路                | 35.149                | 1.135                 | █ 5号线（需出站换乘）                          | 高架三层              | 侧式                  | 06:00                 | 23:39                 | 23:44                 | 06:31                 | 00:08次日             | 00:30次日             | ——                    |
| 天印大道              | 37.068                | 1.919                 |                                                | 高架三层              | 侧式                  | 05:57                 | 23:37                 | 23:41                 | 06:33                 | 00:11次日             | 00:33次日             | ——                    |
| 龙眠大道              | 38.380                | 1.312                 |                                                | 高架三层              | 侧式                  | 05:55                 | 23:35                 | 23:39                 | 06:36                 | 00:13次日             | 00:35次日             | ——                    |
| 南医大·江苏经贸学院   | 39.930                | 1.550                 |                                                | 高架三层              | 侧式                  | 05:52                 | 23:32                 | 23:36                 | 06:38                 | 00:16次日             | 00:38次日             | ——                    |
| 南京交院              | 42.650                | 2.720                 |                                                | 高架三层              | 侧式                  | 05:49                 | 23:29                 | 23:32                 | 06:42                 | 00:19次日             | 00:41次日             | ——                    |
| 中国药科大学          | 44.614                | 1.964                 |                                                | 高架三层              | 侧式                  | 05:47                 | 23:27                 | 23:30                 | ——                    | ——                    | ——                    | ——                    |

## 线路特色
- 八卦洲大桥南站文化墙主题为“绿树成荫”
- 南京站“金陵揽胜”文化墙
- 鼓楼站的文化墙主题为“六朝古都”
- 珠江路站的文化墙主题为“民国叙事”
- 南京南站的文化墙主题为“博爱之都”

1号线的艺术设计以南京的地域文化特色为主题，在主要车站设有主题文化墙，运用雕塑、壁画等多种艺术形式。以下是部分车站文化墙的主题：
- 八卦洲大桥南站文化墙主题为“绿树成荫”，采用参数化技术，通过对抽象、具象符号以及南京话的组合，表现了南京的地方特色和生动活力。
- 南京站的文化墙主题为“金陵揽胜”，为青瓷花钢板雕刻作品，以总统府、中华门、中山陵等地标建筑为主题，展示了古城南京的山川美景与人文内涵。
- 玄武门站文化墙主题为“水月玄武”，采用传统漆工艺，用堆漆磨显的手法，通过水波涟漪、月圆月缺，配以窗花残荷，展现了将玄武湖静谧典雅的自然之景。
- 鼓楼站的文化墙主题为“六朝古都”，由六枚铸铜朱红金印镶嵌在石墙中，上面分别用甲骨文、小篆等6种字体写了定都南京的六朝朝代名称。
- 珠江路站的文化墙主题为“民国叙事”，通过青铜雕塑再现了民国时期的南京市井往事。
- 三山街站的文化墙主题为"灯彩秦淮"，以秦淮河灯会为主题，体现“灯影秦淮”的风情。
- 中华门站的文化墙主题为“明城遗韵”，巧妙地利用原建筑墙面凹凸变化的结构体现出中华门城堡的造型特征。
- 花神庙站的文化墙主题为“喜上梅梢”，作品以梅花为主题，与站点的历史文脉和地名特征相吻合。
- 南京南站的文化墙主题为“博爱之都”，墙上雕刻了四千多条征集而来的“爱的箴言”并组成了六个图案。
- 河定桥站的文化墙主题为“东山再起”，以紫铜锻铸造工艺为制作手法，呈现出了东晋名士谢安的一生。
- 小龙湾站的文化墙主题为“蛟龙腾云”，灵感来自于九龙壁的造型形态，运用金属材质与玻璃马赛克镶嵌有机结合，表达出丰富细腻的色彩与纹饰变化。
- 百家湖站的文化墙主题为“佳湖美景”，借以假三维和场景画相结合的形式，表现了江宁新区的湖光山色自然和人文景观。
- 竹山路站的文化墙主题为“五彩竹林”，作品以“竹”为表现主题，以山墙、花窗、竹林为表现内容。

## 使用车辆
南京地铁1号线使用的列车为6A编组，最高运行时速 80 km/h，北延线通车后，列车数总共增加至67列。车辆设计模板基于阿尔斯通大都会型列车，由法国 MBD Design 公司负责外观设计，主体颜色为天蓝色，每节车厢宽3米，高3.8米，单节车厢载客量318人（超员421人），整列车载客量1886人（超员2496人）。
1号线一期车（NJ01-01 型）总标的11.89亿元，共计20列列车，其中首列车（编号为 0102 “清风号” ）为法国阿尔斯通工厂代工车辆并通过海运运输，于2004年7月3日从比利时安特卫普港启运，7月28日晚抵达上海港，7月30日正式交付南京地铁。其余车辆由南京浦镇车辆厂和阿尔斯通组成的共同体联合生产、制造；一期车采用阿尔斯通提供的牵引系统（4LCA 2138 牵引电机，ONIX 1500 IGBT-VVVF 逆变器）。
2008年，配合1号线南延段开通，南京地铁新购买21列列车（NJ01-02 型），合同订单共计43亿元。与 NJ01-01 型列车相比，NJ01-02 型列车内新增了电子地图和列车监控系统，同时车厢外部增设LED电子显示屏，以提示乘客列车终到站，以及使用全新的阿爾斯通 ONIX 152 HP IGBT-VVVF 逆变器。NJ01-02 型列车于2010年底完成交付。
2010年12月，NJ01-03 型列车（又名“南京地铁一号线南延线自主集成创新项目”，厂商型号：南京地铁PM0A型）首列车下线，并于2011年中投入运营。NJ01-03 型的列车外观、内饰等与 NJ01-01 型、NJ01-02 型大致相同，但列车的牵引电机改用国产化产品（南车株洲电机制 YQ-190-1），牵引逆变器改为ABB制 FW D950 A03。
为缓解1号线运能需求，2013年南京地铁再次增购13列1号线列车（NJ01-04 型，厂商型号：南京地铁PM079型），于2015年中上线运营；此后南京地铁配合1号线北延段开通，再次增购9列1号线列车（NJ01-05 型，厂商型号：南京地铁PM148型），于2022年11月起上线运行。两种列车的外观与 NJ01-03 型的基本相同，牵引电机均为ABB制 AMXM280-SBIMC6AF04，牵引逆变器均为ABB原设计（NJ01-04 型的由广州神铁牵引设备代工生产，型式为 BORDLINE CC750_DC 1500V_U 2000_054A01，NJ01-05 型的由南京华士电子科技代工生产，型式为 NSX-750/DT-002），但NJ01-05型列车相比前代列车内饰有部分变化，NJ01-05型列车取消了车厢外的报站显示屏，同时车厢内灯光改为白色LED灯，爱心座椅颜色也有所调整。同时列车增加弓网检测、车辆逻辑控制单元(LCU)等技术。
- NJ01-01型列车车头，设单独红色LED灯显示列车服务号。NJ01-02及之后列车不单独显示服务号。
- NJ01-01型列车车厢内部，采用黄色灯光照明。2023年后逐步整改为白色灯光。
- NJ01-03型列车外观
- NJ01-01型列车线路图，2024年前该车型无电子闪灯图，2024年后逐步安装电子闪灯图。摄于2014年。
- NJ01-02型以及后续车型使用的电子闪灯图，摄于北延线开通前。
- 2022年更换的增加北延线站点的闪灯图。
- NJ01-02/03/04型列车车窗上安装的外置电子显示屏，可显示列车终点站，NJ01-05型列车上被移除。

| 现名                        | 制造商                            | 车辆编成             | 制造年代  | 车辆总数             | 上线时间    | 昵称 |
| --------------------------- | --------------------------------- | -------------------- | --------- | -------------------- | ----------- | ---- |
| NJ01-01                     | 法国阿尔斯通公司                  | 6A (Tc+Mp+M+M+Mp+Tc) | 2004-2006 | 1列 (0102)           | 2005/09/03- | 蓝鱼 |
| NJ01-01                     | 南车南京浦镇车辆 中车南京浦镇车辆 | 6A (Tc+Mp+M+M+Mp+Tc) | 2004-2006 | 19列 (0304-3940)     | 2005/09/03- | 蓝鱼 |
| NJ01-02                     | 南车南京浦镇车辆 中车南京浦镇车辆 | 6A (Tc+Mp+M+M+Mp+Tc) | 2009-2011 | 21列 (041042-081082) | 2010-       | 蓝鱼 |
| NJ01-03 （南京地铁PM0A型）  | 南车南京浦镇车辆 中车南京浦镇车辆 | 6A (Tc+Mp+M+M+Mp+Tc) | 2010-2011 | 4列 (083084-089090)  | 2011-       | 蓝鱼 |
| NJ01-04 （南京地铁PM079型） | 南车南京浦镇车辆 中车南京浦镇车辆 | 6A (Tc+Mp+M+M+Mp+Tc) | 2014-2015 | 13列 (091092-115116) | 2015-       | 蓝鱼 |
| NJ01-05 （南京地铁PM148型） | 南车南京浦镇车辆 中车南京浦镇车辆 | 6A (Tc+Mp+M+M+Mp+Tc) | 2022-2023 | 9列 (117118-133134)  | 2022-       | 蓝鱼 |

## 事故
2021年3月4日凌晨5时11分，南京地铁1号线一列运营前空载检查列车，在迈皋桥场站内调度过程中，因设备故障导致第一节车厢掉道，无人员伤亡。故障发生后，南京地铁集团派员抢修。运营开始后，中国药科大学站至南京站正常运行，故障影响区段采用地面公交接驳。至中午11时28分，红山动物园站、迈皋桥站已开站，全线恢复正常运营。

## 大事记[22]
- 1999年4月5日，南京地铁南北线一期工程经国务院批准正式立项。
- 1999年10月，南北线一期工程可行性研究报告得到国家计委批复。
- 2000年4月8日，南北线一期工程三山街站试验站工程开工。
- 2002年4月29日，南北线一期工程首条隧道——菊花台隧道——贯通。
- 2004年6月26日，1号线工程全线轨道贯通。
- 2005年5月15日，1号线观光运营开通。
- 2005年8月12日，1号线模拟运营开通。
- 2005年8月16日，1号线工程通过竣工初步验收。
- 2005年9月3日，1号线试运营正式开通。
- 2005年12月31日，《南京市城市快速轨道交通建设规划（2004-2015）》通过国务院审批，1号线南延线正式立项[23]。
- 2006年11月，南北线一期鼓楼——玄武门区间隧道工程获第六届詹天佑土木工程大奖。
- 2006年11月20日，1号线南延线试验段正式开工。
- 2007年3月14日，1号线南延线工程可行性研究报告通过国家发改委审批。
- 2008年5月28日，1号线一期工程通过竣工验收。
- 2010年5月28日，1号线南延线试运营正式开通，1号线贯通以Y字分叉运营。
- 2011年6月8日，1号线南延线南京南站开通。
- 2013年11月，南京地铁公司为1号线向南京浦镇城轨公司增购13列列车，总价5.89亿元[24]。
- 2014年5月31日，当日运营结束后小行站至奥体中心站4站开始割接至10号线。
- 2015年5月，增购13列车的首列车开始上线运营[25]。
- 2021年8月3日起，由于疫情防控需要，1号线运营区段调整为迈皋桥站至南京南站，双龙大道站至中国药科大学站临时关闭[26]。8月20日起，1号线恢复全线运营[27]。2022年3月16日起，由于南京再次出现本土疫情，1号线运营区间再次调整为南京南站至迈皋桥站，南京南站至中国药科大学站区间停运。3月30日，全线恢复运营。
- 2022年7月17日，南京地铁1号线北延段"短轨通"。
- 2022年8月12日至16日，南京地铁1号线北延线与既有线路割接，迈皋桥、红山动物园两站暂停运行。
- 2022年8月16日，南京地铁1号线北延全线热滑试验完成。
- 2022年9月16日，1号线北延线开始不载客试运行[28]。
- 2022年10月28日起，因南京市栖霞区发生聚集性疫情，1号线迈皋桥站和红山动物园站停止对外运营服务[29][30]。11月6日首班车起，两站恢复运营。
- 2022年11月20日起，北延线车站开始运行图试跑，列车在迈皋桥站清客后继续驶向八卦洲大桥南站折返。同日，增购列车（NJ01-05型）上线运营。
- 2022年12月20日，1号线北延段与7号线北段一起通过竣工验收[31]。
- 2022年12月28日，1号线北延段与7号线北段一起开通运营[5]。
- 2024年9月11日，受台风影响，1号线晓庄至南京站（不含）、三山街（不含）至天隆寺（不含）、百家湖（不含）至中国药科大学区间停运。

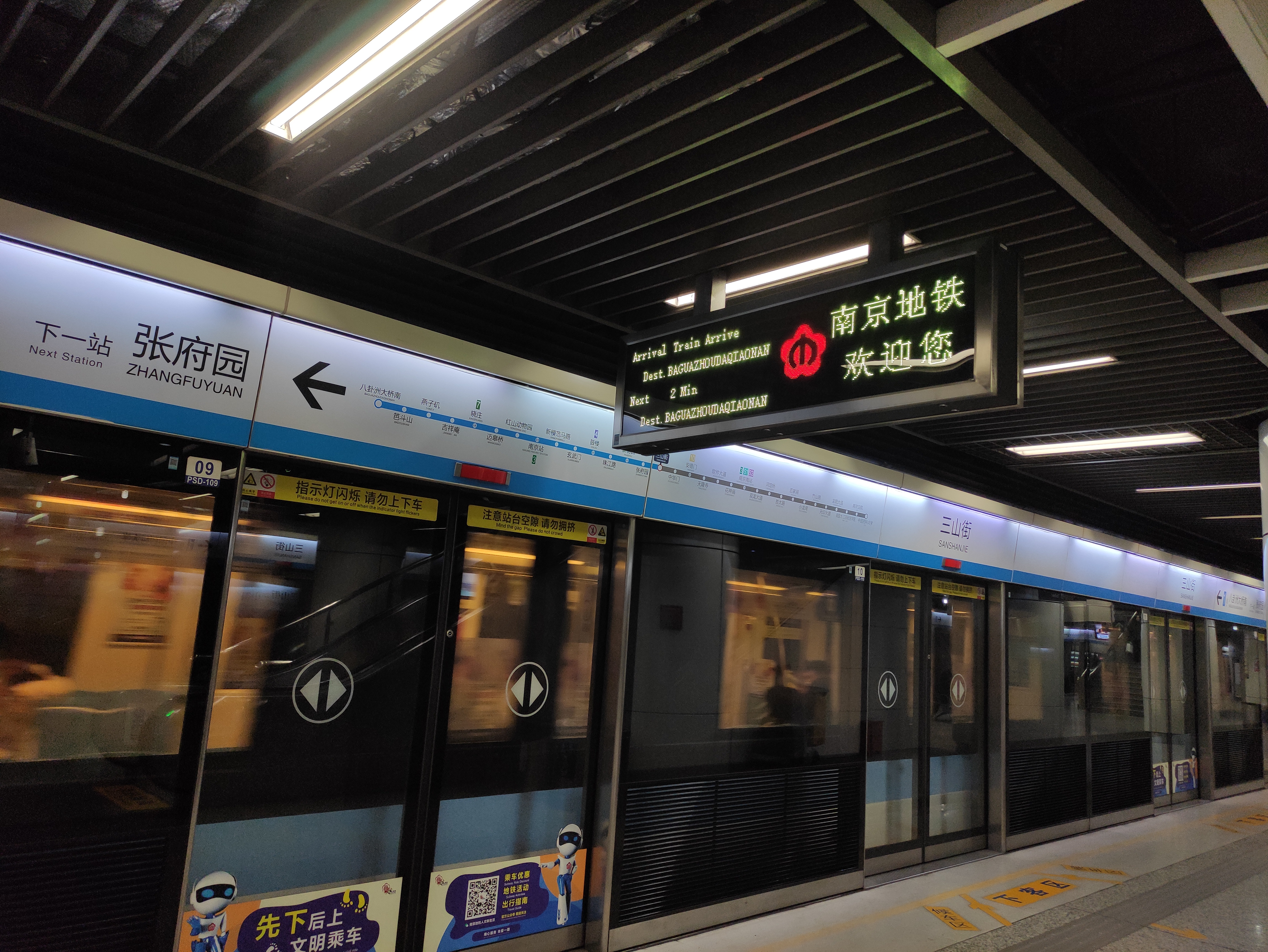
2023年12月31日，1号线因元旦活动延时运营。图片上的是三山街站，拍摄于2024年1月1日0时42分，列车间隔2分钟。

## 相关文艺作品
由霍建华、林心如主演的电视剧《地下铁》出现了南京地铁1号线的许多镜头。